# Venturia genalis
Venturia genalis là một loài tò vò trong họ Ichneumonidae.